# 朗多夫
朗多夫是德国巴伐利亚州的一个市镇。总面积34.37平方公里，总人口1979人，其中男性1012人，女性967人（2011年12月31日），人口密度58人/平方公里。